# Phare d'Eatons Neck
Le phare d'Eatons Neck (en anglais : Eatons Neck Light), est un phare situé dans la baie de (Huntington)  sur la côte nord de Long Island, dans le comté de Suffolk (Grand New York-État de New York). Il est l'un des deux seuls phares du XVIIIe siècle encore debout dans l'État de New York avec le phare de Montauk.
Il est inscrit au Registre national des lieux historiques depuis le 3 avril 1973 sous le n° 73001273 .

## Histoire
- 14 mars 1798: 13.250 $ sont affectés à la construction du phare.
- 16 juin 1798: John Gardiner achète dix acres au prix de 500 $.
- 2 juillet 1798: le président John Adams autorise la construction du feu.
- 6 décembre 1798: la construction du phare est terminée.
- 1er janvier 1799: La lumière a été allumée pour la première fois.
- 1837: Une inspection révèle que la lumière est défectueuse. Le feu n'était pas visible à 16 km.
- 1838: Douze lampes avec réflecteurs de 13 pouces sont installées pour améliorer la visibilité de la lumière.
- 1842: des réflecteurs de 9 pouces (230 mm) sont installés.
- 1850: Treize lampes avec réflecteurs de 380 mm ont été installées.
- 1858: Une nouvelle lanterne et une lentille de Fresnel de troisième ordre sont installées.
- 2 mars 1867: le Congrès approuve les fonds nécessaires à la rénovation du phare.
- 1868: Les travaux de rénovation terminés incluent le remplacement des anciens escaliers en bois par des escaliers en fer avec paliers, des murs en brique doublés, des logements pour les gardiens agrandis et l'installation du signal de brouillard de vapeur.
- 1880: les quartiers du gardien sont rénovés.
- 1907: la lampe à huile est remplacée par une lampe à vapeur d'huile.
- 1921: La lumière est électrifiée.
- 1961: La lumière était automatisée.

## Description
Le phare  est une tour octogonale en pierre, avec galerie et lanterne de 22 m de haut, reliée à un bâtiment d'un étage. La tour est peinte en blanc et la lanterne est rouge. Son feu fixe émet, à une hauteur focale de 44 m, un lumière blanche continue. Sa portée est de 18 milles nautiques (environ 33 km). Il est équipé d'une corne de brume émettant une explosion de 3 secondes par période de 30 secondes.
Identifiant : ARLHS : USA-264 ; USCG : 1-21325 - Admiralty : J0872 .

### Lien connexe
- Liste des phares de l'État de New York